# Palachia hayati
Palachia hayati är en stekelart som beskrevs av T.C. Narendran och Sureshan 1989. Palachia hayati ingår i släktet Palachia och familjen gallglanssteklar. Inga underarter finns listade i Catalogue of Life.